# Контя
Контя (рум. Contea) — село у повіті Вилча в Румунії. Входить до складу комуни Лекустень.
Село розташоване на відстані 177 км на захід від Бухареста, 58 км на південний захід від Римніку-Вилчі, 42 км на північ від Крайови.

## Населення
За даними перепису населення 2002 року у селі проживала 361 особа, усі — румуни. Усі жителі села рідною мовою назвали румунську.